# Лорікет червоношиїй
Лорікет червоношиїй (Trichoglossus rubritorquis) — вид папугоподібних птахів родини Psittaculidae. Ендемік Австралії.

## Поширення
Червоношиїй лорікет зустрічається на півночі Австралії від Кінг-Саунда в Західній Австралії до затоки Карпентарія. Живе в лісах, відкритих лісах і тропічних лісах, і легко адаптувався до міського середовища.

## Опис
Червоношиїй лорікет має зріст 29 см і вагу від 130 до 150 г. Голова темно-синя, а перша смуга на шиї оранжево-червонувата. Через цю стрічку на шиї його також називають червоношиїм лорікетом. Друга смуга на шиї темно-синя, спина, крила і надхвістя зелені. Його груди помаранчево-червонуваті, а оперення на животі чорнувате. Зовнішня різниця між статями відсутня. Лапи сірі.